# Альба-Лонга
Альба-Лонга (лат. Alba Longa) — стародавнє латинське місто на південний схід від Риму. За легендою Альба-Лонга заснована близько 1152 р. до н. е. Асканієм, сином Енея, який прийняв пізніше ім'я Юл і став засновником роду Юліїв. Біля початку 1-го тис. до н. е. було центром Латинського союзу, в VII ст. до н. е. (за царя Тулла Гостілія) було зруйновано римлянами в ході війни, мешканці його переселені в Рим, але святилище Юпітера Лаціариса, що знаходилось в Альба-Лонзі, залишилось священним центром союзу.
На думку антикознавця Р. Лароша, епонімом міста був його міфічний цар Альба Сільвій.